# Praia da Azarujinha
Praia da Azarujinha
A praia da Azarujinha é uma praia marítima de tipologia urbana e uso intensivo, localizada em São João do Estoril, no Município de Cascais. Está situada numa pequena reentrância da costa, rodeada de falésias, onde termina o Paredão de Cascais. A sua frente de praia, arenosa e rochosa e de declive suave, é a menor da Costa do Estoril, com apenas 45 m de extensão. O acesso à praia é feito exclusivamente a pé, através do paredão, ou em alternativa pelas escadas localizadas a montante da praia (Travessa da Praia da Azarujinha e Av. Marques Leal).
A praia era originalmente conhecida como Praia da Cadaveira, topónimo que partilhava com a ribeira que desaguava na praia vizinha da Poça. O seu nome atual, dado em 1901, deve-se ao Conde de Azarujinha, proprietário de um palacete sobranceiro a esta praia. Por sua vez, «azarujinha» designa uma pequena herdade («azaruja»), e é um topónimo partilhado com uma localidade no concelho de Évora:

Azarujinha — Assim se denominava a pequena, mas acolhedora praia de S. João do Estoril. A razão do nome deve-se, em dúvida, ao facto de haver contribuído substancialmente para a sua construção o Sr. Conde da Azarujinha, proprietário de um palácio sobranceiro à praia. Azarujinha é diminutivo de azaruja, «pequena herdade». É nome importado do Alentejo, onde há a povoação da Azarujinha, no concelho de Évora.